# Vello Helk
Vello Helk, född den 23 september 1923 i byn Varstu i Võrumaa, död 24 mars 2014 i Birkerød, var en dansk-estnisk historiker och överarkivarie vid Rigsarkivet. Han var gift med musiklärare Annemarie Helk.

## Biografi
Helk kom till Danmark som flykting 1945 och tog en cand.mag. i historia och tyska vid Århus universitet 1956. Disputerade 1966. Han arbetade vid danska arkiv, främst Rigsarkivet, där han var överarkivarie från 1970 till 1990. Helk skrev en lång rad böcker och artiklar om historiska ämnen, bland annat om adelns bildningsresor i Europa och danska studenter vid europeiska universitet på medeltiden. Han har också blandat sig i debatten om H.C. Andersens härkomst. Han blev hedersdoktor vid Tartu universitet 1996. Vello Helk avled den 24 mars 2014 i Birkerød.